# 二苯甲硫酮
二苯甲硫酮是一种含硫有机化合物，化学式(C6H5)2CS，属于芳香族硫酮，常温常压下为深蓝色固体，可溶于有机溶剂，光照下且置于空气中时被氧化分解为二苯甲酮和硫。